# Jaz sem Luna
Jaz sem Luna (izvirno špansko Soy Luna) je argentinska telenovela, ki je nastala v produkciji Disneya in Pol-ke. Priprave na snemanje telenovele so se začele že leta 2015, ko so Jorge Edelstein, Marina Efron in Laura Farhi začeli pisati zgodbo. Svetovna premiera se je zgodila 14. marca 2016 v Argentini, na slovenskih zaslonih je bila prvič prikazana 1. junija 2017 ob 14.20 na POP TV in je predvajala vseh 80 delov. 2. sezona serije se je na POP TV začela predvajati 5. marca 2018. 22. junija 2018 se je predvajal 80. del in s tem se je zaključila druga sezona. 17. septembra 2018 se je začela predvajati zadnja sezona serije, ki je imela 60. delov.

## Igralci
| Vloga                               | Nacionalnost | Igralec/ka             | Vloge   | Vloge  | Slovenski glas    |
| Vloga                               | Nacionalnost | Igralec/ka             | Epizode | Sezone | Slovenski glas    |
| ----------------------------------- | ------------ | ---------------------- | ------- | ------ | ----------------- |
| Luna Valente / Sol Benson           | Mehika       | Karol Sevilla          | 1–220   | 1–3    | Kaja Urbančič     |
| Matteo Balsano                      | Italija      | Ruggero Pasquarelli    | 1–220   | 1–3    | Clemens           |
| Ámbar Smith                         | Argentina    | Valentina Zenere       | 1–220   | 1–3    | Špela Grošelj     |
| Simón Álvarez                       | Mehika       | Michael Ronda          | 1–220   | 1–3    | Klemen Brezavšček |
| Jazmín Carbajal                     | Argentina    | Katja Martínez         | 1–220   | 1–3    |                   |
| Gastón Perida                       | Argentina    | Agustín Bernasconi     | 1–171   | 1–3    | Alex Volasko      |
| Delfina „Delfi“ Arismendi           | Argentina    | Malena Ratner          | 1–220   | 1–3    |                   |
| Nicolás „Nico“ Navarro              | Argentina    | Lionel Ferro           | 1–197   | 1–3    | Domen Valič       |
| Pedro Arias                         | Argentina    | Gastón Vietto          | 1–220   | 1–3    |                   |
| Nina Simonetti                      | Argentina    | Carolina Kopelioff     | 1–220   | 1–3    | Sara Lednik       |
| Sharon Benson (rojena Bilder)       | Argentina    | Lucila Gandolfo        | 1–220   | 1–3    |                   |
| Reinaldo „Rey“ Gutiérrez            | Argentina    | Rodrigo Pedreira       | 1–220   | 1–3    |                   |
| Miguel Valente                      | Mehika       | David Murí             | 1–220   | 1–3    |                   |
| Mónica Aguilar                      | Mehika       | Ana Carolina Valsagna  | 1–220   | 1–3    |                   |
| Amanda                              | Argentina    | Antonella Querzoli     | 1–159   | 1–2    |                   |
| Jimena „Jim“ Medina                 | Španija      | Ana Jara Martínez      | 2–220   | 1–3    |                   |
| Ramiro Ponce                        | Čile         | Jorge López            | 2–220   | 1–3    |                   |
| Yamila „Yam“ Sánchez                | Argentina    | Chiara Parravicini     | 2–220   | 1–3    |                   |
| Tamara Ríos                         | Argentina    | Luz Cipriota           | 2–82    | 1–2    |                   |
| Tino Alcaraz                        | Argentina    | Diego Sassi Alcalá     | 2–159   | 1–2    |                   |
| Cato Alcoba                         | Argentina    | Germán Tripel          | 2–159   | 1–2    |                   |
| Dr. Ana Valparaíso                  | Argentina    | Carolina Ibarra        | 2–220   | 1–3    |                   |
| Ricardo Simonetti                   | Argentina    | Ezequiel Rodríguez     | 3–220   | 1–3    |                   |
| Mora Barza                          | Argentina    | Paula Kohan            | 17–170  | 1–3    |                   |
| Alfredo Bilder                      | Argentina    | Roberto Carnaghi       | 83–220  | 2–3    |                   |
| Juliana / Marisa Mint               | Brazilija    | Estela Ribeiro         | 102–220 | 2–3    |                   |
| Benicio Banderbield                 | Italija      | Pasquale Di Nuzzo      | 133–220 | 2–3    |                   |
| Emilia Mansfield                    | Mehika       | Giovanna Reynaud       | 140–220 | 2–3    |                   |
| Gary López                          | Argentina    | Joaquín Berthold       | 144–220 | 2–3    | Andrei Lenart     |
| Margarita „Maggie“ García Centurión | Argentina    | Victoria Suárez Battán | 166–220 | 3      |                   |
| Eric Andrade                        | Ekvador      | Jandino                | 168–220 | 3      |                   |
| Michel                              | Venezuela    | Esteban Velasquez      | 176-220 | 3      |                   |

## Datumi predvajanj pri nas
| Sezona | Epizode | Epizode | Predvajanje    | Predvajanje        |
| Sezona | Epizode | Epizode | Začetek        | Konec              |
| ------ | ------- | ------- | -------------- | ------------------ |
| 1      | 80      | 20      | 14. marec 2016 | 8. april 2016      |
| 1      | 80      | 20      | 11. april 2016 | 6. maj 2016        |
| 1      | 80      | 40      | 4. julij 2016  | 26. august 2016    |
| 2      | 80      | 40      | 17. april 2017 | 9. junij 2017      |
| 2      | 80      | 40      | 7. august 2017 | 29. september 2017 |
| 3      | 60      | 30      | 16. april 2018 | 25. maj 2018       |
| 3      | 60      | 30      | 9. julij 2018  | 17. august 2018    |

## Predvajanje serije
1. sezona
Od ponedeljka do petka ob 14.30 oz. 14.40, prvi del sezone ob 14.20. Ponovitve ob vikendih med 9. in 13. uro
2. sezona
Od ponedeljka do petka ob 14.30, kasneje 15.30, prvi del sezone ob 14.20. Ponovitve ob vikendih med 9.30 in 13.30.
3.sezona
Od ponedeljka do petka ob 14.40. Ponovitev naslednji dan zjutraj.

## Koncert v Sloveniji
Enajst tisoč vstopnic za prvi nastop v Stožicah je skopnelo v pičlem tednu, za kar se je organizator odločil za dodatni koncert. Soy Luna Live kakor se je imenovala turneja se je v Ljubljani odvijala 3. in 4. april 2018. Skupaj je bilo prodanih več kot 17 tisoč vstopnic, najcenejša je bila 48 eur, najdražja pa 500 eur, ki je vključevala med drugim tudi druženje z glavnima igralcema serije. Organizator je moral zagotoviti tudi zahtevam ekipe, saj so poslali seznam dolg 22 strani tehničnih zahtev. Med drugim so zahtevali 340 brisač – novih, a opranih in med 22-24 stopinj celzij v garderobah.
Repertoar: Alas, Siempre juntos, Prófugos (v izvirniku jo izvajajo Soda Stereo), La vida es un sueño, Invisibles, Sobre ruedas, Siento, Mírame a mí, Eres, Chicas así, Valiente, Linda, Música en ti, I'd be Crazy, Solo para ti, Qué más da, Alla voy, Yo quisiera, Un destino, Valiente, Vuelo

## Zanimivosti
- Serija ima 3. sezone.
- Priprave na snemanje so se začele že leta 2015 in trajale eno leto.
- Na avdicijo za glavno vlogo v seriji se je namreč v Mehiki prijavilo več kot 1000 deklet.
- Serija je bila prvotno mišljena o življenju na drsalkah.
- Snemanja so potekala v Cancunu (Mexico) in v Buenos Airesu (Argentina).
- Igralci serije so pred snemanji opravili sedemmesečni tečaj kotalkanja, ki je potekalo osem ur na dan.
- Oboževalce serije kličejo Lunatics
- Glasbo za slovensko verzijo sta prispevala BQL skupaj z Ulo Ložar.
- Slovenska verzija pesmi Jaz sem Luna je v dobrem mesecu na YouTubu dosegla več kot 100.000 ogledov.
- Slovenska Jaz sem Luna je zelo popularna med otroki mlajšimi od 16 let.
- Ogromno manjših Slovenskih Youtubarjev dela videoposnetke na tematiko Jaz sem Luna,  med njimi so zelo popularni Soy Luna prevodi,  Happy Channel Slovenia,  YouTube girl in pa Kristal Novak.